# Арасланово (озеро)
Арасланово — бессточное озеро в Щучанском районе Курганской области России.
Площадь поверхности — 0,18 км². Площадь водосборного бассейна — 1,2 км². Высота над уровнем моря — 167 м.
Расположена в 12 км к югу от города Щучье. Рядом с озером протекает река Чумляк. Непосредственно на берегу озера размещена деревня Арасланова.

## Данные водного реестра
По данным государственного водного реестра России, относится к Иртышскому бассейновому округу, водохозяйственный участок реки — Миасс от города Челябинск и до устья, речной подбассейн реки — Тобол. Речной бассейн реки — Иртыш.
Код объекта в государственном водном реестре — 14010501011111200009549.